# Bojko
Bojko ist ein männlicher Vorname und ein Familienname.

## Namensträger

### Vorname
- Bojko Borissow (* 1959), bulgarischer Politiker (GERB) und Ministerpräsident

### Familienname
- Bogdan Bojko (* 1959), polnischer Politiker
- Denys Bojko (* 1988), ukrainischer Fußballtorhüter
- Dmytro Bojko (* 1986), ukrainischer Fechter
- Jakub Bojko (1857–1943), polnischer Politiker
- Jozef Bojko (* 1971), slowakischer Jockey im Galoppsport
- Julian Bojko (* 2005), ukrainischer Snookerspieler
- Jurij Bojko (* 1958), ukrainischer Politiker
- Oleksandr Bojko (* 1965), ukrainischer Unternehmer
- Serhij Bojko (* 1977), ukrainischer Fußballschiedsrichter
- Szymon Bojko (1917–2014), polnischer Kunsthistoriker und -kritiker